# Residential School
Residential Schools nannte man in Kanada Schulen, die von der zweiten Hälfte des 19. Jahrhunderts bis 1996 betrieben wurden. Es handelte sich um internatartige Schulen ausschließlich für Kinder der kanadischen Ureinwohner, also der First Nations, der Inuit und der Métis, sowie der im Süden Québecs lebenden NunatuKavummiut, die auch als Inuit-metis bezeichnet werden und der Nunatsiavut, die im Norden von Labrador leben.
Diese Schulen sollten die Kinder von den Eltern fernhalten und zugleich von ihrem kulturellen Einfluss. Der Gebrauch ihrer jeweiligen Muttersprache wurde ihnen strikt verboten, stattdessen sollten sie Englisch bzw. Französisch lernen. Damit verbunden war ein allgemeiner Zivilisierungsauftrag, dessen treibende Kraft eine Untersuchungskommission 1996 als „kulturellen Triumphalismus“ bezeichnete.
Insgesamt handelt es sich um bis zu 3000 Institutionen, die in einem Verfahren zur Anerkennung als ehemalige Residential Schools stecken oder bereits anerkannt sind.
Unter Federführung des Department of Indian Affairs and Northern Development und gesetzlich gegründet auf den Indian Act von 1876, den Gradual Civilization Act von 1857 und den Gradual Enfranchisement Act von 1869, erhielten vor allem die Kirchen – überwiegend die katholische und die anglikanische sowie die Vorgänger der United Church of Canada, also Presbyterianer, Methodisten und Kongregationalisten – den Auftrag, diese Schulen zu führen.
Dort kam es zu zahlreichen psychischen und physischen Übergriffen, für die sich sowohl die beteiligten Kirchen inoffiziell (z. B. 2009 die katholische) als auch der kanadische Staat (2008) entschuldigt haben. Doch der mehrere Generationen umfassende Versuch, ganze Kulturen auszulöschen, wird bis heute nur selten als ein Verbrechen verurteilt.
Die Lebenswege der Opfer sind bis heute von diesen Vorgängen gekennzeichnet, wenn ihnen auch eine gewisse Wiedergutmachung zukommt und sie bisweilen psychotherapeutisch unterstützt werden.

## Geschichte
Ihren Ausgangspunkt nahmen die späteren Residential Schools in den französischen Schulen der katholischen Missionare, vor allem der Jesuiten. Schon hier prallten die Bedürfnisse dörflich-städtischer und bäuerlicher Lebensweise auf der einen Seite und halbnomadischer auf der anderen Seite aufeinander. So klagten die Lehrer vielfach über die Abwesenheit der Schüler, vor allem während der Jagdsaison; zudem war es generell schwierig, die Ureinwohner vom Sinn eines Schulbesuchs mit seinen damals gebräuchlichen harten Disziplinierungsmitteln zu überzeugen. Ähnlich erging es den Anfang des 19. Jahrhunderts gegründeten anglikanischen Schulen.

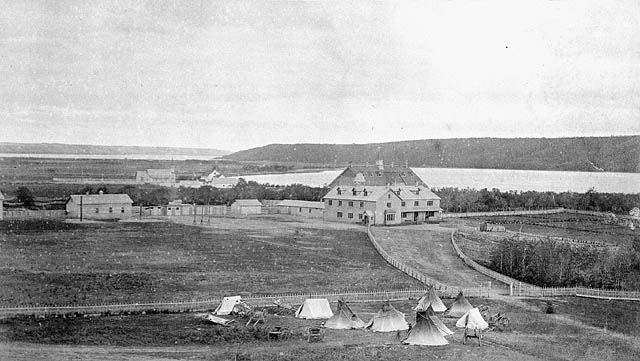
Indian Industrial School von Lebret im Qu'Appelle Valley, Assiniboia-Distrikt, Nordwest-Territorien: Eltern, die ihre Kinder besuchen wollen, kampieren außerhalb der Umzäunung vor der Schule (um 1885).

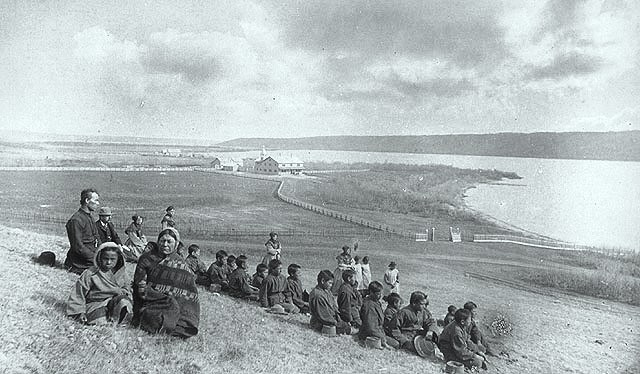
Schüler und Familienangehörige, Pater Joseph Hugonnard, der seinerzeitige Direktor, Angestellte und Graue Schwestern der Liebe auf einem Hügel oberhalb der Schule, Mai 1885

1857 wurde der Gradual Civilization Act, das Gesetz zur schrittweisen Zivilisierung, von der Provinz Kanada, einer Vorstufe der kanadischen Unabhängigkeit, verabschiedet. Mit diesem Gesetz sollte jeder Indigene nach einer absolvierten Grundbildung 50 Acre Land bekommen, womit er allerdings auch alle Vertragsrechte verlor. Von dieser Seite her sollten also vertragliche Vereinbarungen ausgehöhlt und zugleich aus Nomaden und Halbnomaden sesshafte Bauern gemacht werden.
Den Widerstand gegen die öffentliche Finanzierung der Schulen brach der erste Premierminister Kanadas, John A. Macdonald, indem er Nicholas Flood Davin beauftragte, einen „Report on Industrial Schools for Indians and Half-Breeds“ (Bericht über Arbeitsschulen für Indianer und Halbblut) zu verfassen, der 1879 die Abgeordneten überzeugte.
Edgar Dewdney, seinerzeit Indian commissioner der Nordwest-Territorien, fürchtete zu dieser Zeit Unruhen unter den hungernden Indianern und wollte das Problem an der Wurzel packen. Für ihn bedeutete das angesichts der ausgerotteten Büffelherden, die bisher die Nahrungsgrundlage der Prärieindianer geliefert hatten, dass sie Bauern werden mussten. Da sich die Älteren dagegen wehrten, war die Freigabe der Finanzierung für die Schulen eine gute Gelegenheit. Er versuchte durch schnelle Landaufteilung und genauere Überwachung das Stammessystem zu zerstören, wozu auch mehr Schulen beitragen sollten. Mit seinem System konnten zwar die hungernden Stämme der Prärien gezwungen werden, die neue Lebensweise anzunehmen, doch die weniger abhängigen Stämme erreichte er damit nur teilweise.
Der eigentliche Umschwung kam erst 1920, als der Schulbesuch für alle Kinder im Alter zwischen 7 und 15 Jahren in ganz Kanada obligatorisch wurde. Erst damit wurden die kulturellen Bande zwischen den Generationen zerrissen. 1931 bestanden bereits 80 Residential Schools in Kanada, 1948 immer noch 72 mit insgesamt 9368 Schülern. Im Jahre 1955 waren 11.000 Kinder auf 69 Schulen allein in Ontario verteilt. 2007 waren bereits knapp 1300 Institutionen in die Liste der anerkannten Residential Schools aufgenommen.
Die Schulen lagen meist außerhalb der Reservate und waren für die Eltern, die ihre Kinder besuchen wollten, nur schwer zu erreichen. Viele Schüler hatten bis zu zehn Monate im Jahr keinen Kontakt zu ihren Eltern. Selbst untereinander durften die Kinder nicht in ihrer Muttersprache reden. Binnen einer Generation starben auf diese Art zahlreiche Sprachen aus.
Doch nicht „nur“ die Sprachen waren bedroht. 1909 berichtete Peter Bryce im Auftrag des Ministeriums für Indianer- und nördliche Angelegenheiten, dass die Sterblichkeitsrate unter den Kindern extrem hoch sei. Diese lag fünf Jahre nach Eintritt in die Schulen bei 35 bis 60 %, was vor allem daran lag, dass gesunde Kinder zusammen mit tuberkulosekranken unterrichtet wurden. Erst 1922, nachdem Bryce nicht mehr für die Regierung arbeitete, wurden seine Ergebnisse publiziert. F. A. Corbett bestätigte zwischen 1920 und 1922 diese Ergebnisse, vor allem hinsichtlich der extrem weiten Verbreitung von Tuberkulose.
Vielen Eltern war das Problem bekannt, aber sie fürchteten Repressalien und der Canadian Family Allowance Act von 1944 enthielt ihnen zudem eine Art Kindergeld vor, wenn sie diese Kinder nicht zur Schule schickten. In der Folge bekamen sie die kulturellen Gegensätze zu ihren Kindern mit jedem Jahr der Indoktrination deutlicher zu spüren. Außerdem lernten die Kinder Dinge, die im Umkreis ihrer Eltern nicht zu gebrauchen waren. In vielen Aussagen spiegelt sich die Tatsache, dass die Kinder ihr Selbstwertgefühl und ihre Selbstachtung verloren.
Die Schulen ihrerseits waren schlecht ausgestattet, viele Lehrer ihrer Aufgabe nicht entsprechend ausgebildet. Die Zustände wurden inzwischen als so katastrophal wahrgenommen, dass das Ministerium 1969 die Schulen den Kirchen entzog und sie in eigener Regie führte.
Doch den Eltern war nicht daran gelegen, die Schulen einfach zu schließen, sondern sie sollten sich ändern. Im Norden von Alberta protestierten 1970 Eltern gegen die Schließung der Blue Quills Indian School und übernahmen sie schließlich in eigener Regie. Noch 1979 existierten zwölf Residential Schools mit zusammen 1899 Schülern. Die letzte wurde 1996 in Saskatchewan geschlossen.
Erst in den 1990er Jahren kam das ganze Ausmaß der Misshandlungen an die Öffentlichkeit und vor die Gerichtshöfe. Zwischen 1991 und 1993 untersuchte eine Royal Commission on Aboriginal Peoples die Zustände an den Residential Schools und kam zu niederschmetternden Ergebnissen. Es war allein in Ontario in weit mehr als zehntausend Fällen zu brutalen Übergriffen und dabei häufig zu sexuellem Missbrauch gekommen. In einigen Schulen, wie 1949 in Port Alberni, wurden auch medizinische Versuche ohne Einwilligung der Eltern durchgeführt. Insgesamt, so urteilte die Kommission, „habe kein Bereich ihrer Untersuchung mehr Wut und Scham hervorgerufen, als die Geschichte der Residential Schools ... der unglaubliche Schaden – Verluste an Menschenleben, Verunglimpfung der Kultur, Zerstörung von Selbstachtung und Selbstwertgefühl, Zerstörung von Familien, die Auswirkungen dieser Traumata auf nachfolgende Generationen und die Ungeheuerlichkeit kultureller Überlegenheitsdünkel, die hinter dem ganzen Unternehmen steckten – wird jeden zutiefst erschüttern, der es wagt, diese Geschichte in sein Bewusstsein dringen zu lassen“.
Im Jahre 1998 entschuldigte sich Kanadas Minister of Indian Affairs offiziell bei den ehemaligen Schülern. In den Jahren zuvor hatten sowohl kirchliche als auch staatliche Organisationen versucht, jede Diskussion über dieses Thema zu unterdrücken, z. B. mit der Kampagne gegen Kevin Annett, einen ehemaligen Reverend der Anglikanischen Kirche von Kanada in Port Alberni, der das Thema aufgegriffen hatte.
Papst Franziskus lehnte es 2018 ab, die Rolle der katholischen Kirche zum Anlass für eine offizielle Entschuldigung der Institution zu nehmen. Murray Sinclair, Leiter der Wahrheits- und Versöhnungskommission des Landes, bedauerte das; er meinte, das würde eine Spaltung innerhalb der First Nations bewirken, nämlich zwischen katholischen und anderen Menschen. Die Weigerung ist für ihn auch Wasser auf die Mühlen derjenigen Kanadier, welche die Residential Schools für überhaupt kein Problem halten bzw. deren Tätigkeit auch heute noch beschönigen.
Die Kanadierin Monique Gray Smith versuchte 2017 in Speaking Our Truth: A Journey of Reconciliation, die Problematik älteren Kindern und Jugendlichen nahezubringen:

„Die durchgehende Botschaft an die indianischen Kinder war es, dass die traditionelle Lebensweise der Indianer im Vergleich zu der der Weißen minderwertig ist... Dies trug dazu bei, dass sie Scham empfanden, sowie zu einem Verlust ihrer Sprache, ihrer Kultur und ihres Selbstbewusstseins.“

### Funde von Massengräbern 2021
Im Mai 2021 wurden die Überreste von 215 Kinderleichen auf dem Gelände der Kamloops Indian Residential School in undokumentierten Gräbern gefunden. Nach der Entdeckung der Kinderleichen in Kamloops wurden in ganz Kanada mit Unterstützung der Behörden Ausgrabungen in der Nähe ehemaliger Schulen für Kinder von Ureinwohnern vorgenommen. Dadurch wurden im Juni und Juli erneut hunderte nicht gekennzeichnete Gräber entdeckt. So wurden in der Nähe einer ehemaligen Residential School im Dorf Marieval im Gebiet der Cowessess First Nation in der Provinz Saskatchewan über 750 anonyme Gräber entdeckt. Am 30. Juni wurde bekannt, dass auf dem Grundstück der „St. Eugene’s Indian Residential School“ in Cranbrook die Überreste von wahrscheinlich 182 Kindern kanadischer Ureinwohner gefunden wurden. Am 14. Juli 2021 fand man dann 160 nicht gekennzeichnete Gräber auf einem früheren Schulgelände der „Kuper Island Indian Residential School“ auf der Penelakut-Insel.
Nach Angaben des National Centre for Truth and Reconciliation sind von den ca. 150.000 Kindern, die in den Schulen unterrichtet wurden, 3.200 bis 4.100 Kinder verstorben. Die meisten an Tuberkulose. Es wird von einer höheren Dunkelziffer ausgegangen. In der Hauptstadt der Provinz Manitoba Winnipeg zerstörten Bürger am 1. Juli 2021, dem kanadischen Nationalfeiertag, eine Statue der englischen Königin Victoria. Sie wollten damit ihren Unmut über die Massengräber der Kinder ausdrücken. Die Statue und ihr Sockel wurde mit roten Handabdrücken bedeckt und mit einem Schild mit der Aufschrift »Wir waren einmal Kinder. Bringt sie nach Hause« versehen. Außerdem stürzten sie eine weitere Statue von Königin Elizabeth II. Diese Königinnen gelten als Symbole der einstigen britischen Kolonialmacht. Ende März 2025 stellt die kanadische Regierung die finanzielle Unterstützung für eine umfassende Untersuchung von vermuteten Massengräbern von Kindern an ehemaligen kirchlichen Internaten ein. Hintergrund ist, dass nach dreijähriger Suche keine menschlichen Überreste gefunden worden waren. Dies wird jedoch von einigen Stellen als verfrüht kritisiert.

## Wiedergutmachungsversuche

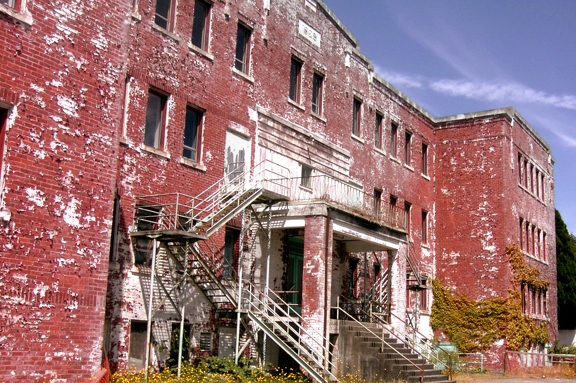
Ehemalige Residential School in Alert Bay, inzwischen im Besitz der 'Namgis, die zu den Kwakwaka'wakw auf Vancouver Island gehören.

1998 trat die Regierung mit dem Versuch einer Versöhnung an die Öffentlichkeit. Sie entschuldigte sich bei allen, die sexuelle oder andere physische und psychische Übergriffe erlitten hatten und gründete die Aboriginal Healing Foundation, die indigene Heilungsstiftung. Zunächst mit 350 Millionen Dollar ausgestattet, schoss die Regierung 2004 nochmals 40 Millionen zu. Ein eigens gegründetes Department, die Indian Residential Schools Resolution Canada soll ebenfalls den Opfern Hilfe anbieten. Diese erwies sich, neben den anhängigen Verfahren, als dringend notwendig, denn die Probleme lagen viel stärker auf der psychischen Seite, als man lange angenommen hatte. Im Herbst 2003 entstand nach vierjährigen Pilotprojekten der Prozess der Alternative Dispute Resolution. Auch die Kirchen beteiligten sich daran, Wiedergutmachung zu leisten, indem sie den Überlebenden der Schulen Therapiestätten finanzierten. 2001 ging die Anglikanische Kirche von Cariboo in British Columbia bankrott, weil sie ihren Teil der Wiedergutmachung nicht bezahlen konnte.
Doch es ging auch um Geld für entgangene Lebenschancen. Am 23. November 2005 kündigte die Regierung ein Wiedergutmachungsprogramm im Umfang von 1,9 Milliarden Dollar für die rund 80.000 einstigen Kinder an. Für das erste Jahr sollte jedes Opfer 10.000 Dollar bekommen, für jedes weitere Jahr 3000. Dazu kamen, vorausgesetzt der Antrag wurde zwischen dem 30. Mai 2005 und dem 31. Dezember 2006 gestellt, 8000 Dollar an alle über 65-Jährigen.
Am 20. August 2007 endeten die entsprechenden Widerspruchsfristen. Seit dem 19. September 2007 sind die Beträge aus diesem Common Experience Payment verfügbar. Vielfach ergeben sich allerdings seitens der Behörden Probleme, Dokumente aufzufinden, die die Dauer des Aufenthalts in den Schulen nachweisen. Für viele Opfer kommt die Kompensation zudem zu spät.
Neufundland und Labrador hatten als später beigetretene Provinzen seit 2007 eine Sammelklage gegen die Bundesregierung eingereicht. Ihrer Forderung nach Wiedergutmachung von 50 Millionen kanadischen Dollar für die noch überlebenden 900 Schüler der Internate in dieser Provinz stimmte die Bundesregierung 2017 zu. Zugleich entschuldigte sich Justin Trudeau 2017 speziell bei den Opfern in dieser Provinz, welche Stephen Harper in seiner früheren Rede ausgelassen hatte.

## Folgen
Diese Art von Kulturzerstörung wird immer wieder als „kultureller Völkermord“ (cultural genocide) bezeichnet, und sie ist ein Kennzeichen vieler Kolonialstaaten. Es betrifft aber vor allem die Phase nach der Auflösung der riesigen Kolonialreiche Großbritanniens, Frankreichs, aber auch Spaniens, Portugals, Italiens, Deutschlands, Belgiens und der Niederlande. Das hängt damit zusammen, dass erst der Durchgang mehrerer Generationen von Schülern durch ein solches Entwurzelungsprogramm zu einem weitgehenden Verblassen kultureller Erinnerung führt. Dazu waren die meisten Kolonialreiche zu kurzlebig und begannen ihre „Bemühungen“ zu spät. Die Länder mit großen indigenen Völkern haben heute viel mehr Mühe, sich dieser immer noch aktuellen Frage zu stellen.

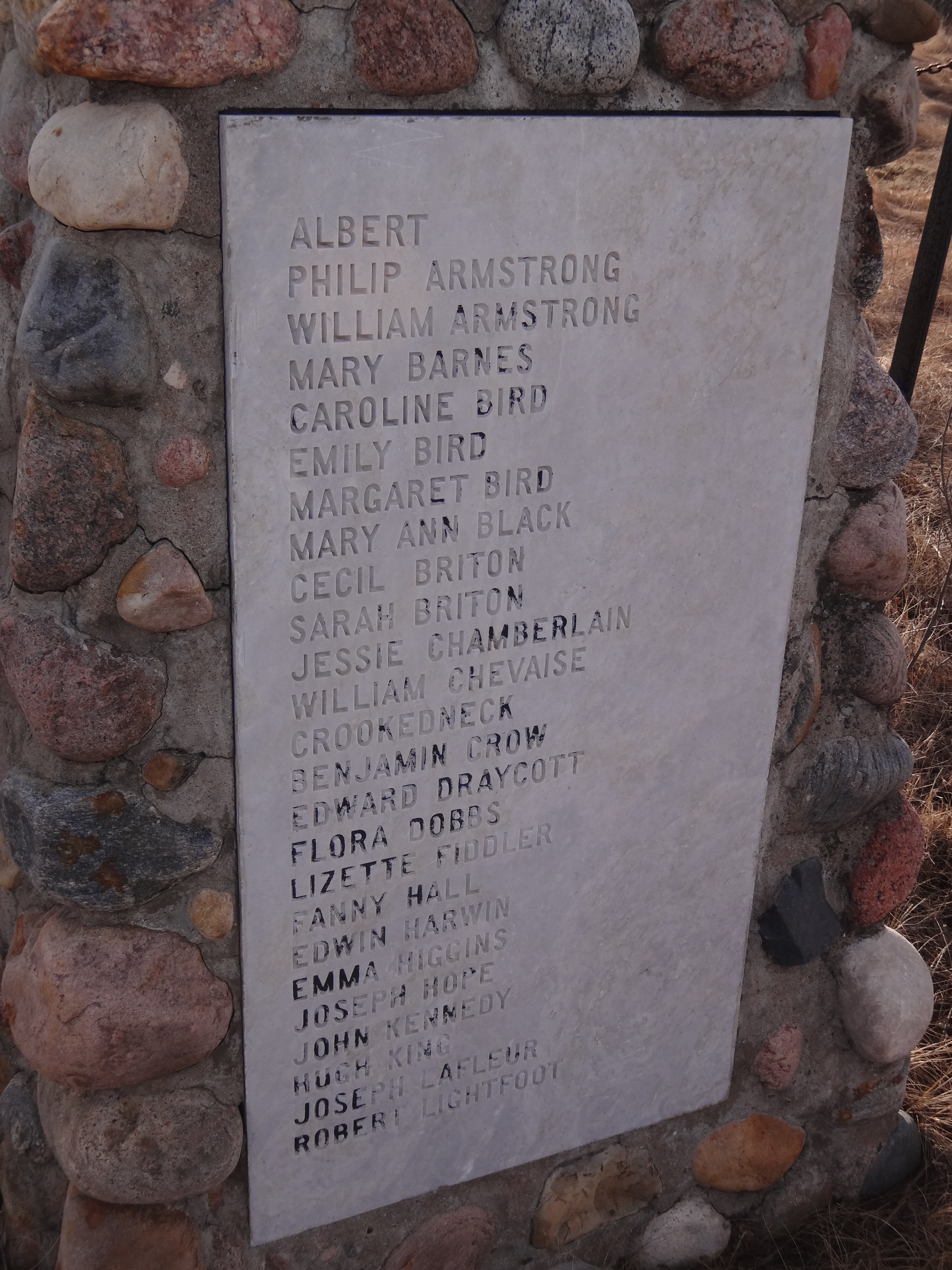
Einer von zwei Gedenksteinen für die 72 von Archäologen ausgegrabenen, dort verstorbenen Schüler der Battleford-Schule. Nur etwa 50 der toten Kinder konnten noch identifiziert werden.

Folglich haben auch die großflächigen Staaten Amerikas und Asiens, die ihre Ureinwohner viel länger assimilieren konnten, viel mehr Probleme, die Frage unvoreingenommen anzugehen. So gab es ein ähnliches System in den USA, die Indian Boarding Schools, und in Australien, wo man von Gestohlenen Generationen spricht.
In jüngster Zeit erreichen beispielsweise die Stämme in den USA ähnliche Wiedergutmachungsleistungen, wie am 19. November 2007 in Alaska, wie die Anchorage Daily News berichtete.
Die Fälle besonders brutaler Übergriffe sind immer noch vor Gerichten anhängig. Heute versucht man durch Kampagnen gegen Alkohol und andere Drogen, der Depression und der Gewalt, oftmals den Spätfolgen dieser Vorgänge, entgegenzuwirken.
Darüber hinaus verschärften die Bildungsunterschiede zwischen den assimilierten Schülern und denjenigen, die aus vielerlei Gründen der Assimilation entgingen, die stammesinternen Gegensätze. Die assimilierten Indianer dominieren an zahlreichen Stellen die Politik ihrer Gruppierungen, ihre Gegner mussten häufig sogar das Reservat verlassen. Die Selbstmordrate unter diesen doppelt Marginalisierten wird als besonders hoch eingeschätzt. Andererseits verleiht ihnen die Nähe zu den großstädtischen Zentren der Politik neue Einflussmöglichkeiten.
Premierminister Stephen Harper entschuldigte sich am 11. Juni 2008 und erkannte an: „Heute erkennen wir, dass diese Politik der Assimilation falsch war, dass sie großes Leid gebracht hat, und dass sie keinen Platz in unserem Land hat.“ Außerdem „erkennt die Regierung jetzt, dass die Folgen der Politik der Indian Residential Schools grundlegend negativ waren und dass diese Politik eine anhaltende und zerstörerische Wirkung auf die eingeborene Kultur, ihr Erbe und ihre Sprache hat.“ Zudem erkenne die Regierung, dass das Fehlen einer Entschuldigung selbst die Heilung und die Versöhnung behindert habe. Auch sei es der Regierung nicht gelungen, die Kinder zu schützen. Die hinter dem Schulsystem stehenden Einstellungen sollten in Kanada nie wieder vorherrschen.
Der Gesamtvorgang, also der Versuch, eine Kultur auszulöschen, wird aber immer noch nicht als Verbrechen anerkannt.
Im Juni 2008 wurde in dem in der kanadischen Provinz Manitoba gelegenen Ort Portage la Prairie ein Indian Residential School Museum of Canada eröffnet.
2015 sprach die Truth and Reconciliation Commission nach sechs Jahren Arbeit und 6750 individuellen Interviews im Schlussbericht ausdrücklich von einem kulturellen Völkermord an den First Nations. Der Bericht dokumentiert 3201 Todesfälle unter den Schülern und macht 94 Vorschläge einschließlich einer Umgestaltung der Jugendfürsorge für die indigene Bevölkerung, die auch in der Gegenwart Bürgerrechte verletze.
Am 9. Juli 2015 entschuldigte sich Papst Franziskus für die „schweren Sünden“ der Kolonialzeit. Perry Bellegarde, Chief der Versammlung der First Nations, konzedierte dem Kirchenoberhaupt „moralische Führerschaft“ auch in der Frage des Schulsystems. Sein Vorgänger Benedikt XVI. hatte 2009 sein „Mitgefühl“ (sorrow) mit und seine Solidarität für die Opfer des Missbrauchs in den Schulen bekundet.
Das System der Internate mit seinen negativen Folgen für die indigenen Völkern, ihre Familien und Gemeinschaften wurde am 5. Juni 2019 zu einem „nationalen historischen Ereignis“ erklärt. Die Aufnahme dieses Ereignisses erfolgte unter anderem in Abstimmung zwischen den „National Centre for Truth and Reconciliation“, Parks Canada und dem Historic Sites and Monuments Board of Canada und dient dazu, dass die Gesellschaft der Geschichte und dem Vermächtnis dieser Internaten gedenkt. Ab dem Jahr 2020 wurden auch mehrere der damaligen Schul-/Internatsgebäude zu „nationalen historischen Stätten“ erklärt (2020: Portage La Prairie Indian Residential School und Shubenacadie Indian Residential School; 2021: Muscowequan Indian Residential School und Shingwauk Indian Residential School).

## Das Problem im 29. kanadischen Kabinett
Premierminister Justin Trudeau bedauerte im September 2017 vor der UN-Vollversammlung Kanadas „schändlichen“ Umgang mit den Urvölkern. Ende November 2017 reiste er nach Neufundland, um eingeborene Völker in der Provinz Neufundland und Labrador um Entschuldigung für das Unrecht zu bitten, das ihren Kindern im 20. Jahrhundert in den Internaten widerfuhr. Damit ergänzte er die Entschuldigung Harpers von 2008. In den staatlichen und vor allem kirchlichen Schulen und Heimen waren junge Ureinwohner vom späten 19. Jahrhundert an und noch bis 1996 schlecht behandelt worden, viele wurden überdies sexuell missbraucht.
Am 6. Oktober 2017 hat das 29. kanadische Kabinett unter Trudeau einen Schadensersatz an die noch lebenden Opfer des „Sixties Scoop“, die zwangsweise, meist gewaltsame Wegnahme von Kindern der Autochthonen in Höhe von 750 Millionen kanadischen Dollar versprochen. Von 1960 bis weit in die 1980er Jahre wurden rund 20.000 Kinder ihren Eltern nach diesem Programm vom Staat entrissen. Sie wurden an weiße Familien zur Adoption oder als Pflegekinder gegeben, einige sogar in die USA und nach Europa sowie nach Neuseeland. Die Reaktion der Regierung vom Oktober 2017 ist die Antwort auf eine Serie von Opferklagen; die Betroffenen beklagten geistige und seelische Probleme infolge der Wegnahme, ganz abgesehen vom Verlust ihrer eigenen Kultur. Eine Anzahl der Opfer beklagte sexuellen Missbrauch in den Pflegefamilien. Die Schadenssumme wurde vor Gericht von der zuständigen Ministerin, Carolyn Bennett, offiziell festgelegt.
Für die gegen den Willen der Eltern in klerikale Heime verschleppten Kinder, eine Zahl von 150.000 Menschen, wurde vor Gericht eine gesonderte Vereinbarung mit einer eigenen zusätzlichen Schadensersatzsumme vereinbart. Ein für Ontario zuständiger höherer Richter, Edward P. Belobaba, hatte bereits im Februar 2017 in einer Vorentscheidung die Verbrechen an den Kindern benannt und damit die Regierung in Zugzwang gebracht:

„Das Gericht hat keine Zweifel daran, dass Ihnen ein großer Schaden zugefügt worden ist. Die „verschobenen“ Kinder verloren jeden Kontakt zu ihren Familien. Sie verloren die Sprache ihrer Nation, ihre Kultur und ihre Identität. Weder die Kinder, noch ihre Pflege- oder Adoptiveltern erhielten die geringste Auskunft über die eigentliche Herkunft der Kinder, oder über die vorhandenen erzieherischen oder anderen Leistungen, zu deren Bezug sie berechtigt gewesen sind. Die zwangsumgesiedelten Kinder verschwanden praktisch, ohne irgendeine Spur zu hinterlassen.“

Nach Meinung eines der Opferanwälte, Jeffrey Wilson, ist es in einem westlichen Land das erste Mal, dass der staatliche und kirchliche Kampf gegen die kulturelle Identität der Kinder aus den First Nations in einem Prozess als Verbrechen gebrandmarkt worden ist.

## Filme
- „Where the Spirit Lives“, von Heather Golden, Eric Jordan und Mary Young Leckie (Amazing Spirit Productions), produziert für American Playhouse 1989
- „Shi Shi Etko“, beschreibt die letzten vier Tage eines Mädchens in der Region Chilliwack in British Columbia vor dem Abtransport in eine Residential Schools. Der Film basiert auf dem Buch Shi Shi Etko von Nicola Campbell, siehe oben unter Literatur: Shin-chi’s Canoe[46]
- Karen Chaboyer beschreibt ihre ersten Tage in der Schule
- „Unrepentant: Kevin Annett and Canada’s Genocide“, Januar 2007 (Link zum Film)
- Unseen Tears: The Native American Boarding School Experience in Western New York Part 1, 2008, zeigt eine Verbindung zwischen Schulsystem und gegenwärtigen Problemen, insbesondere Kriminalität, auf.
- „Eine von Vielen“ (Deutschland, 2001, 92mn) Regie: Doris Buttingnol, Jo Beranger; Stereo, 16:9 Breitbildformat. Der Dokumentarfilm begleitet Sally Tisiga, eine junge indianische Frau, auf ihrer schmerzhaften Suche nach ihrer persönlichen Vergangenheit und der Vergangenheit ihres Volkes.
- Entschuldigung des kanadischen Premierministers für die Praxis der Indian Residential Schools (engl.)[47]
- „Muffins for Granny“, eine Dokumentation über die Residential Schools
- „Misshandelt und umerzogen – Kanadas First Nations“ Arte Dokumentation von Gwenlaouen Le Gouil (Frankreich, 2020, 73 min.)
- „Little Bird“, sechsteilige Fernsehserie über die Suche einer jungen indigenen Frau nach ihrer leiblichen Familie (Kanada, 2023)

## Ballett
- Joseph Boyden: Going Home Star. Truth and Reconciliation. Auftragsarbeit für das Royal Winnipeg Ballet, EA 2014, danach kanadaweite Aufführungen.[48]